# Église Saint-Denys de Saint-Denis-d'Oléron
Pour les articles homonymes, voir Église Saint-Denis.
L'église Saint-Denys, est un bâtiment situé à Saint-Denis-d'Oléron en Charente Maritime.

## Histoire
L'église Saint-Denys (parfois orthographiée Saint-Denis) conserve une partie de son décor roman, en dépit de plusieurs campagnes de reconstruction importantes menées au XVIIe siècle et au XIXe siècle. La nef conserve ainsi des colonnes engagées et des chapiteaux à motifs végétaux (les doubleaux ont cependant disparu).
Dans le bas-côté sud, une vitrine abrite une maquette représentant une frégate de 52 canons baptisée « Le Napoléon ».
Le prieuré de Saint-Denis est mentionné dans une charte de 1047, où on apprend sa donation à l'abbaye aux Dames de Saintes par Geoffroy Martel, comte d'Anjou, alors maître de la Saintonge. La communauté subit de plein fouet les excès des guerres de Religion et en 1584, l'église est saccagée et en partie détruite. Une première campagne de reconstruction (façade et toiture) est menée à partir de 1598. 
En 1850, l'église, devenue vétuste, doit être fermée pour des raisons de sécurité. Une campagne de restauration est mise en œuvre à partir de 1853. Si la structure est en partie respectée, l'édifice se voit doté de bas-côtés et d'une nouvelle abside, ainsi que d'un campanile néo-roman, élevé en 1877. 
Le soubassement de la façade, classé monument historique en 1896, s'inspire par ses techniques architecturales des réalisations gallo-romaines (motifs géométriques, marguerites rectangulaires, feuillages, colonnes rudentées).

## Description

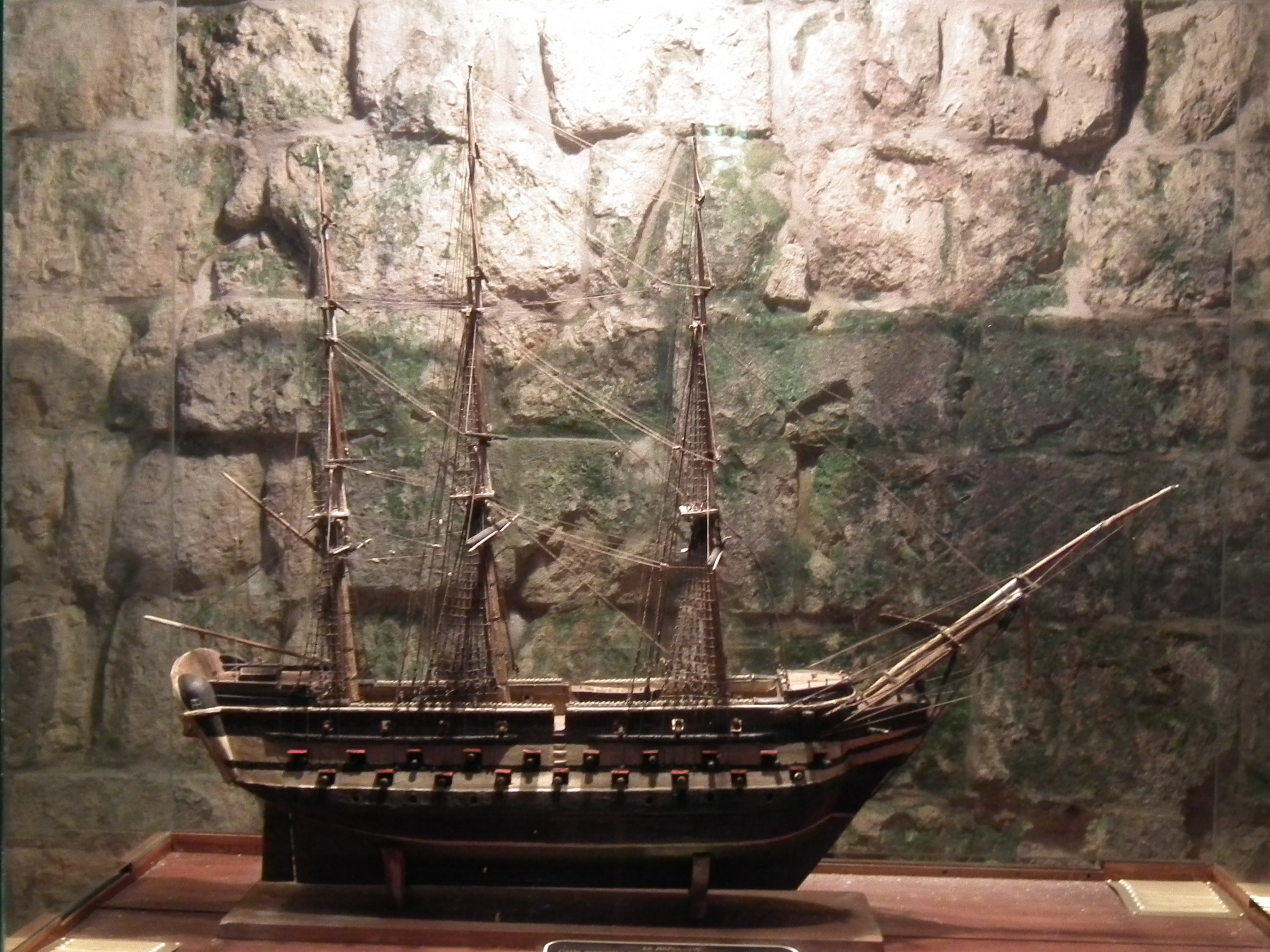
Maquette du Napoléon,
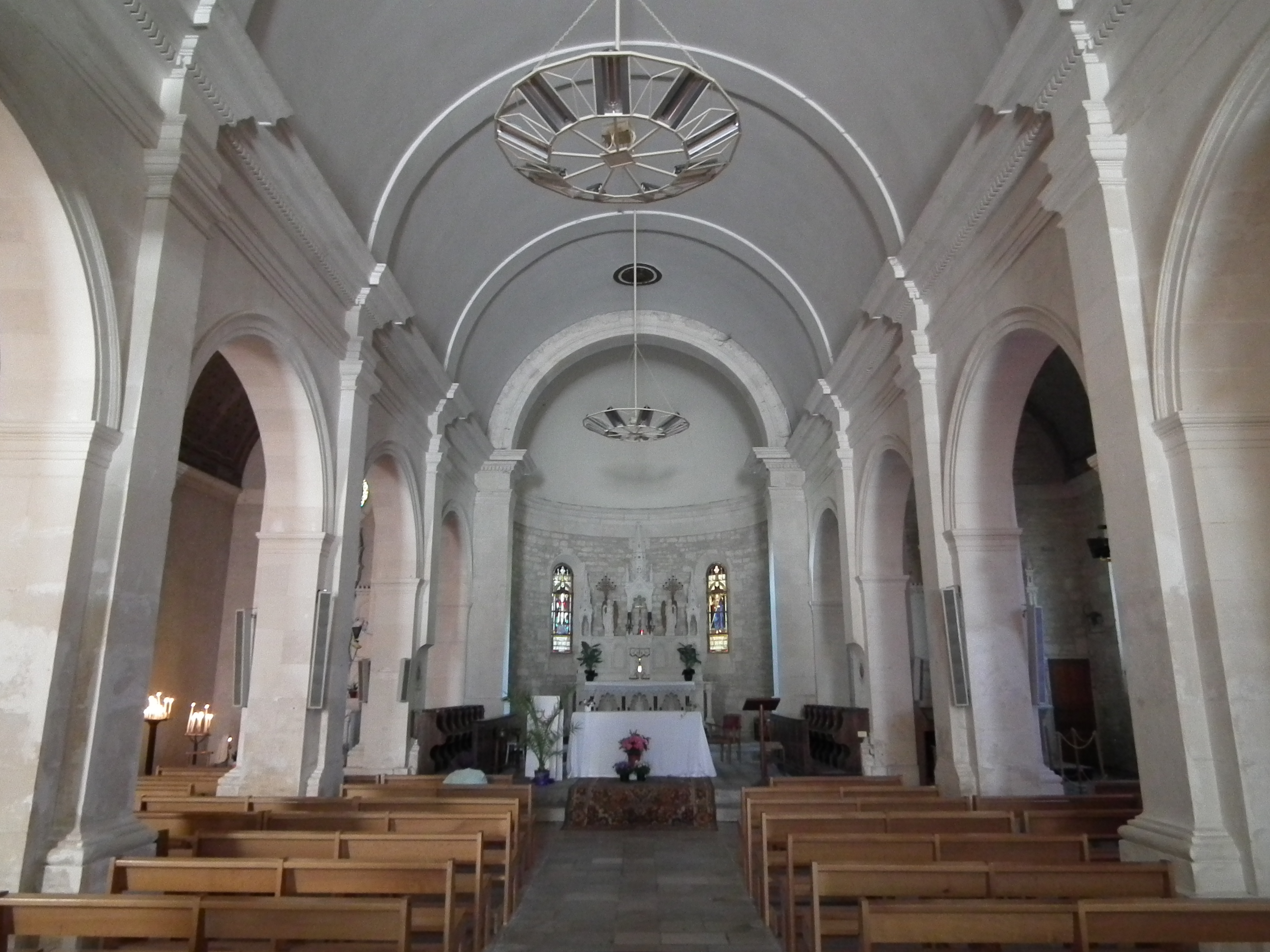
la nef,
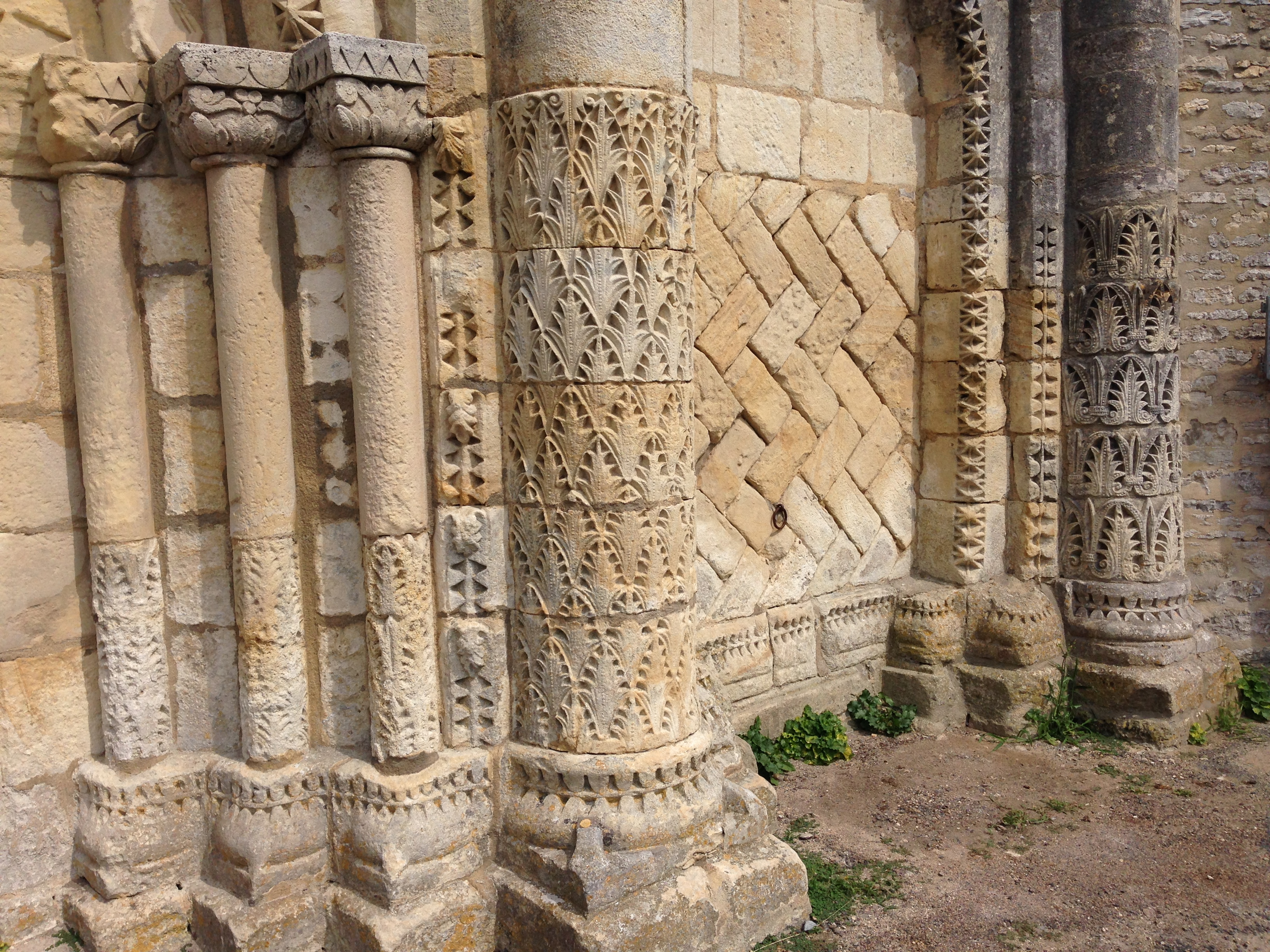
détail du soubassement.

## Situation
L'église a été inscrite en 1862 en totalité, puis déclassé partiellement au titre des monuments historiques en 1896.